# Disegni di Pisanello

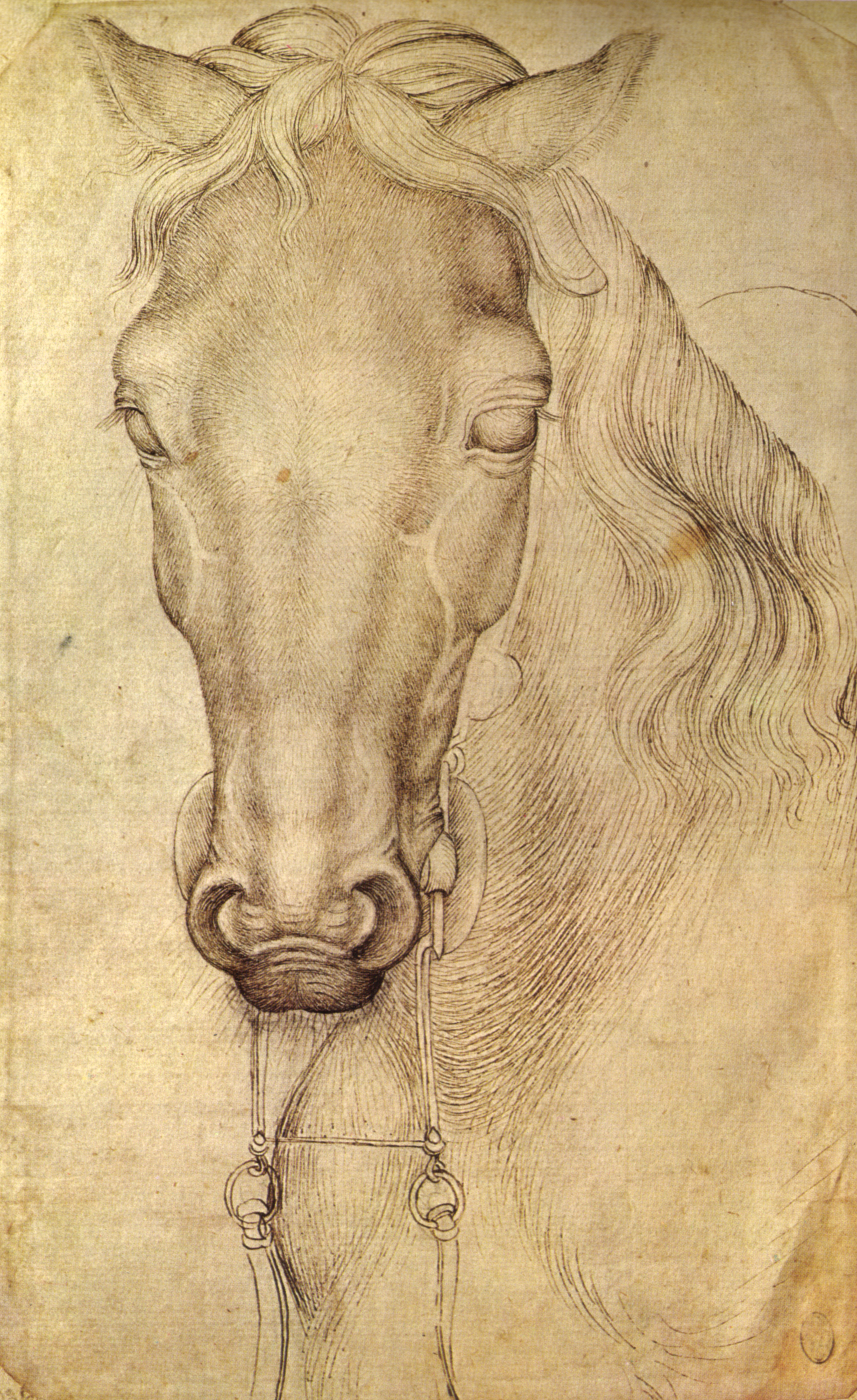
Testa di cavallo (Louvre 2360)

La vastissima produzione di disegni di Pisanello testimonia un'attività molto feconda, a differenza delle poche testimonianze pittoriche sicure che ci sono pervenute. Indubbiamente come disegnatore fu tra i più grandi della sua epoca.

## Caratteristiche

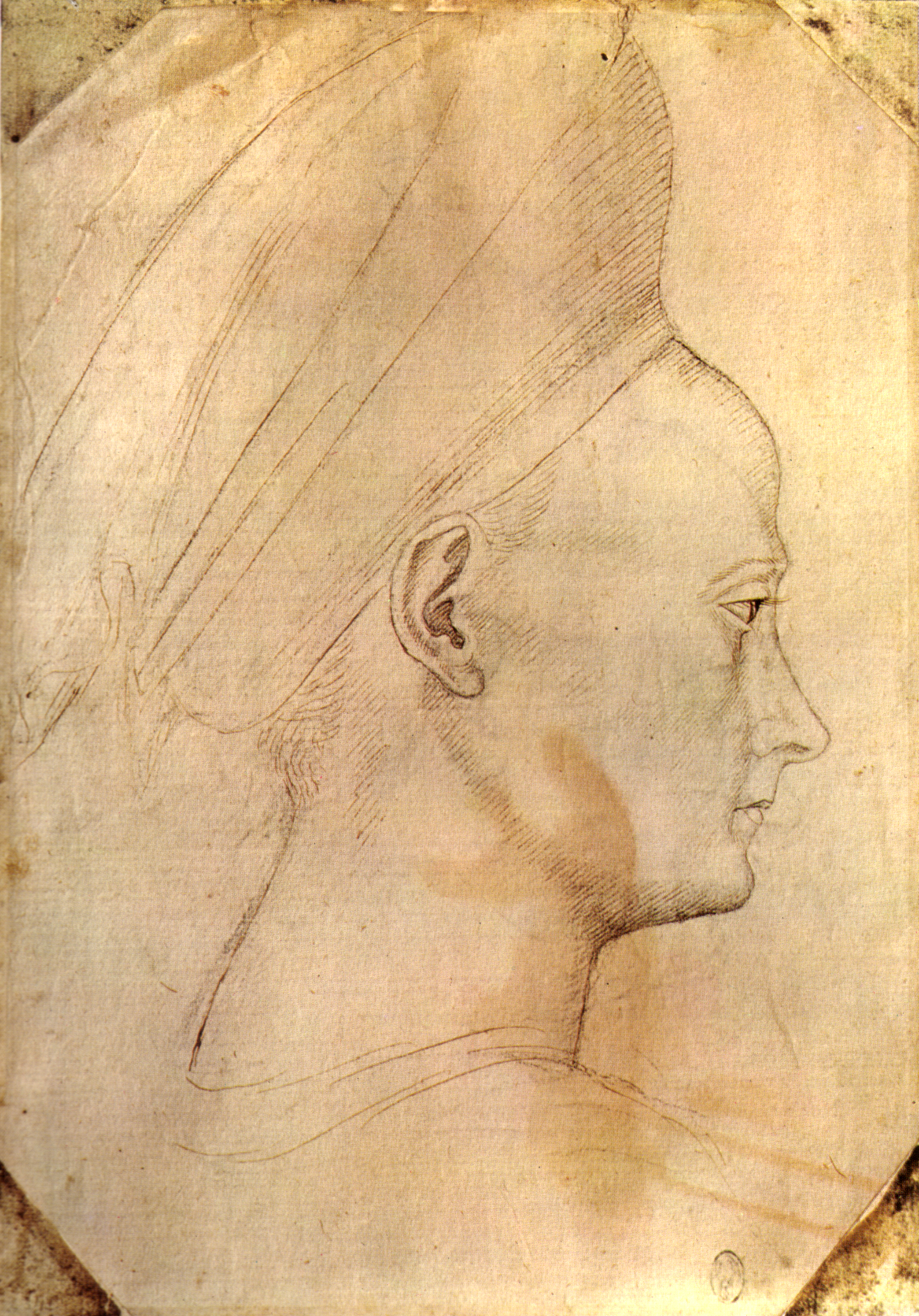
Testa femminile (Louvre 2342)

In uno degli studi più completi sulla grafica pisanelliana, della Fossi Todorow (1966), vengono elencati 463 fogli gravitanti attorno al nome dell'artista, ma ne vengono accettati come sicuramente autografi solo 80. Il dibattito sull'autografia o meno dell'opera grafica è uno dei più accesi e controversi in merito all'artista, con accrescimenti e sfrondature diversi da studioso a studioso. Molti appaiono infatti nelle raccolte i disegni di artisti della cerchia, di scolari, imitatori e copiatori, mentre non mancano soggetti più generici, riscontrabili nei molti taccuini, repertori di modelli, fogli di figurini e bestiari che circolavano all'epoca, soprattutto in Lombardia e in Italia settentrionale.
Il gruppo più nutrito di disegni dell'artista e della sua cerchia è il Codice Vallardi del Cabinet des Dessins del Louvre (378 fogli). Segue, a distanza, la raccolta della Biblioteca Ambrosiana (26 fogli), mentre altri fogli sparsi si trovano in collezioni e musei di tutto il mondo. Più studiosi si sono cimentati nella suddivisione e riunione per gruppi dei fogli, arrivando anche a ipotesi suggestive, come quella di un taccuino usato dall'artista nei suoi viaggi o di un "album rosso".
I disegni di Pisanello testimoniano la versatilità e l'accuratezza con le quali l'artista studiò la natura, arrivando a vertici di verosimiglianza mai raggiunti prima. È con lui che la produzione grafica arriva alla dignità di arte autonoma: i suoi studi di figure infatti non sono sempre modelli per realizzare qualcos'altro, né solo studi preparatori, ma riproduzioni dal vero, condotte con la minuzia di un'indagine che oggi diremmo "scientifica". Per esempio negli studi destinati a definire la scena del San Giorgio e la principessa (in larga parte al Cabinet des Dessins del Louvre) sono presenti animali, ritratti e specie botaniche, di una potenza espressiva che sembra voler indagare anche i sentimenti e le emozioni.
Negli studi e copie di sarcofagi antichi, eseguiti a Roma nel 1431-1432, si nota come Pisanello e i suoi seguaci fossero stati contagiati dall'interesse per l'antico, inaugurato dal Petrarca nelle corti settentrionali. L'atteggiamento dell'artista verso le opere antiche è però ancora medievale, come dimostra ad esempio il disegno della sua bottega alla Biblioteca Ambrosiana con figure copiate dal sarcofago di Marte e Rea Silvia di palazzo Mattei a Roma: le figure copiate sono accostate con estrema libertà, senza interesse al contenuto narrativo dell'episodio; esse sono solo fonti per un repertorio, da riassemblare a piacimento per ottenere nuove composizioni.

## Elenco
L'elenco seguente si basa sulla selezione di Renzo Chiarelli (1966), a sua volta ispirato al corpus descritto dalla Fossi Todorow (1966). Si tratta di disegni sicuramente autografi e di disegni attribuiti in maggioranza al maestro. Non sono compresi i disegni della cerchia, pur facenti parte di raccolte con altri disegni autografi.
| Img | Soggetto                                                                                            | Codice          | N. di serie   | Data            | Tecnica                                           | Supporto                        | h in cm | l in cm | Città       | Museo                         |
| --- | --------------------------------------------------------------------------------------------------- | --------------- | ------------- | --------------- | ------------------------------------------------- | ------------------------------- | ------- | ------- | ----------- | ----------------------------- |
|     | Animali                                                                                             | Codice Vallardi | 2432 r        | 1414-1422 circa | inchiostro a penna                                | carta                           | 25      | 18      | Parigi      | Cabinet des Dessins - Louvre  |
|     | Due dame con falchi e un levriero, due quaglie, cavaliere                                           |                 | 16            | 1420 circa      | penna e punta d'argento                           | pergamena                       | 18,4    | 25,7    | Vienna      | Graphische Sammlung Albertina |
|     | Asino                                                                                               | Codice Vallardi | 2458          | 1420-1430 circa | punta d'argento                                   | pergamena                       | 15,2    | 18,8    | Parigi      | Cabinet des Dessins - Louvre  |
|     | Falcone                                                                                             | Codice Vallardi | 2453          | 1420-1430 circa | penna, matita e acquarello                        | carta                           | 23,9    | 15      | Parigi      | Cabinet des Dessins - Louvre  |
|     | Battesimo di Cristo (r) Pietà, simboli della Passione (v)                                           |                 | 420           | 1420-1430 circa | punta d'argento e penna                           | pergamena                       | 18,3    | 25,9    | Parigi      | Cabinet des Dessins - Louvre  |
|     | Lussuria                                                                                            |                 | 24018 r       | 1420-1430 circa | penna e bistro                                    | carta tinta di rosso            | 12,9    | 15,2    | Vienna      | Graphische Sammlung Albertina |
|     | Colombi                                                                                             | Codice Vallardi | 2508 r        | 1424 circa      | inchiostro a penna                                | carta                           | 25      | 18      | Parigi      | Cabinet des Dessins - Louvre  |
|     | Cinghiale                                                                                           |                 | PD.124-1961   | 1430-1440 circa | penna a inchiostro                                | pergamena                       | 9,7     | 16,7    | Cambridge   | Fitzwilliam Museum            |
|     | Monaco seduto con un libro (r) e Monaco seduto da tergo (v)                                         | Codice Vallardi | 2332          | 1430-1440 circa | penna a inchiostro                                | carta                           | 27,2    | 19,4    | Parigi      | Cabinet des Dessins - Louvre  |
|     | Testa di cavallo                                                                                    | Codice Vallardi | 2357          | 1430-1440 circa | penna e tracce di matita                          | carta                           | 23,5    | 16      | Parigi      | Cabinet des Dessins - Louvre  |
|     | Testa di cavallo                                                                                    | Codice Vallardi | 2359          | 1430-1440 circa | penna e tracce di matita                          | carta                           | 26,6    | 17,5    | Parigi      | Cabinet des Dessins - Louvre  |
|     | Testa di cavallo                                                                                    | Codice Vallardi | 2361          | 1430-1440 circa | penna e tracce di matita                          | carta                           | 23,9    | 18,5    | Parigi      | Cabinet des Dessins - Louvre  |
|     | Testa di cavallo                                                                                    | Codice Vallardi | 2363          | 1430-1440 circa | penna e tracce di matita                          | carta                           | 27,8    | 18,7    | Parigi      | Cabinet des Dessins - Louvre  |
|     | Tre teste di gatto, piante                                                                          | Codice Vallardi | 2381          | 1430-1440 circa | punta d'argento                                   | pergamena                       | 9,5     | 31      | Parigi      | Cabinet des Dessins - Louvre  |
|     | Quattro scimmie (r) Ramarro (v)                                                                     | Codice Vallardi | 2388          | 1430-1440 circa | penna e matita                                    | carta leggermente tinta di rosa | 15,4    | 17,3    | Parigi      | Cabinet des Dessins - Louvre  |
|     | Figura seduta, scimmie (r) Cinque pavoni (v)                                                        | Codice Vallardi | 2390          | 1430-1440 circa | penna a inchiostro                                | carta leggermente tinta di rosa | 25,4    | 19      | Parigi      | Cabinet des Dessins - Louvre  |
|     | Cammello                                                                                            | Codice Vallardi | 2400          | 1430-1440 circa | punta d'argento e penna                           | pergamena                       | 15,5    | 18,7    | Parigi      | Cabinet des Dessins - Louvre  |
|     | Due bufali aggiogati (r) Cavallo (v)                                                                | Codice Vallardi | 2409          | 1430-1440 circa | punta d'argento, punta di metallo, penna e matita | pergamena                       | 14,5    | 20,3    | Parigi      | Cabinet des Dessins - Louvre  |
|     | Mucca                                                                                               | Codice Vallardi | 2410          | 1430-1440 circa | punta d'argento e punta di metallo                | pergamena                       | 17      | 23,1    | Parigi      | Cabinet des Dessins - Louvre  |
|     | Tre mucche sdraiate                                                                                 | Codice Vallardi | 2411          | 1430-1440 circa | punta d'argento, punta di metallo, penna e matita | pergamena                       | 17,6    | 22,6    | Parigi      | Cabinet des Dessins - Louvre  |
|     | Aquile, cani, linci                                                                                 | Codice Vallardi | 2413          | 1430-1440 circa | punta d'argento e penna                           | pergamena                       | 15,8    | 25,5    | Parigi      | Cabinet des Dessins - Louvre  |
|     | Gatto sdraiato, bambino                                                                             | Codice Vallardi | 2420          | 1430-1440 circa | punta d'argento                                   | pergamena                       | 17,2    | 23,1    | Parigi      | Cabinet des Dessins - Louvre  |
|     | Gatto                                                                                               | Codice Vallardi | 2421          | 1430-1440 circa | punta d'argento                                   | pergamena                       | 15      | 23,3    | Parigi      | Cabinet des Dessins - Louvre  |
|     | Gatto                                                                                               | Codice Vallardi | 2422          | 1430-1440 circa | punta d'argento                                   | pergamena                       | 15      | 23,3    | Parigi      | Cabinet des Dessins - Louvre  |
|     | Cicogna                                                                                             | Codice Vallardi | 2451          | 1430-1440 circa | penna, tracce di matita e acquerello              | carta                           | 18,6    | 20,9    | Parigi      | Cabinet des Dessins - Louvre  |
|     | Due upupe                                                                                           | Codice Vallardi | 2467          | 1430-1440 circa | punta d'argento, penna, acquerello e biacca       | carta                           | 18,6    | 18,7    | Parigi      | Cabinet des Dessins - Louvre  |
|     | Tre pavoni (r) Quattro martin pescatori (v)                                                         | Codice Vallardi | 2507          | 1430-1440 circa | penna, bistro e acquerello                        | carta tinta di rosso            | 24,5    | 18,6    | Parigi      | Cabinet des Dessins - Louvre  |
|     | Tre galli (r) Gallo (v)                                                                             | Codice Vallardi | 2511          | 1430-1440 circa | penna a inchiostro                                | carta tinta di rosso            | 24,8    | 18,2    | Parigi      | Cabinet des Dessins - Louvre  |
|     | Testa di cavallo, cane sdraiato, teste di mastino                                                   | Codice Vallardi | 2513          | 1430-1440 circa | punta d'argento                                   | pergamena                       | 18,5    | 11      | Parigi      | Cabinet des Dessins - Louvre  |
|     | Quattro musi di cavallo con narici spaccate                                                         | Codice Vallardi | 2353          | 1430-1440 circa | penna e tracce di matita                          | carta                           | 25,2    | 19,1    | Parigi      | Cabinet des Dessins - Louvre  |
|     | Armigero (r) Tre martin pescatori (r)                                                               | Codice Vallardi | 2509          | 1430-1440 circa | penna a inchiostro                                | carta tinta di rosso            | 24,9    | 18,2    | Parigi      | Cabinet des Dessins - Louvre  |
|     | Dromedario                                                                                          |                 | 12815         | 1430-1440 circa | penna a inchiostro                                | carta                           | 29,2    | 42,3    | Windsor     | Royal Collection              |
|     | Mani che reggono un libro (r) Pavoni e scimmie (v)                                                  | Codice Vallardi | 2389          | 1430-1440 circa | penna a inchiostro                                | carta leggermente tinta di rosa | 25,9    | 18      | Parigi      | Cabinet des Dessins - Louvre  |
|     | Tre santi, aironi                                                                                   |                 | 144 v         | 1431 circa      | penna, punta d'argento e acquerello               | pergamena                       | 18      | 26,2    | Bayonne     | Musée Bonnat                  |
|     | Quattro santi                                                                                       |                 | 5431 r        | 1431 circa      | penna e punta d'argento                           | pergamena                       | 26,5    | 18      | Francoforte | Städel                        |
|     | Arresto del Battista                                                                                |                 | 1947.10.11.20 | 1431 circa      | inchiostro a penna                                | pergamena                       | 18,2    | 25,9    | Londra      | British Museum                |
|     | Bacio di Giuda                                                                                      |                 | 25 r          | 1431 circa      | penna e punta d'argento                           | pergamena                       | 27,5    | 19,3    | Milano      | Biblioteca Ambrosiana         |
|     | Giovanni Battista (?) che accoglie un pellegrino                                                    | Codice Vallardi | 2541 r        | 1431 circa      | penna e tracce di punta d'argento                 | pergamena                       | 27,4    | 19,5    | Parigi      | Cabinet des Dessins - Louvre  |
|     | Circoncisione, Visitazione                                                                          |                 | 421 r         | 1431 circa      | penna e punta d'argento                           | pergamena                       | 26      | 18      | Parigi      | Cabinet des Dessins - Louvre  |
|     | Predica del Battista                                                                                |                 | I.518         | 1431 circa      | penna e punta d'argento                           | pergamena                       | 24,1    | 19,6    | Rotterdam   | Museum Boymans van Beuningen  |
|     | Imprigionamento di un santo                                                                         |                 | 17 r          | 1431 circa      | penna e punta d'argento                           | pergamena                       | 26,6    | 18,3    | Vienna      | Graphische Sammlung Albertina |
|     | Testa d'uomo di profilo                                                                             | Codice Vallardi | 2339          | 1432-1433       | matita e penna                                    | carta                           | 33,3    | 21,1    | Parigi      | Cabinet des Dessins - Louvre  |
|     | Testa d'uomo di profilo                                                                             | Codice Vallardi | 2479          | 1433            | inchiostro a penna                                | carta                           | 30,3    | 20,8    | Parigi      | Cabinet des Dessins - Louvre  |
|     | Cavallo e cavaliere di profilo (r) e Crocifissi, mani (v)                                           | Codice Vallardi | 2368          | 1433-1436 circa | penna e tracce di matita                          | carta tinta di rosa             | 19,5    | 26      | Parigi      | Cabinet des Dessins - Louvre  |
|     | Lepre in corsa                                                                                      | Codice Vallardi | 2445          | 1433-1436 circa | penna, matita nera e acquerello                   | carta                           | 13,9    | 22,5    | Parigi      | Cabinet des Dessins - Louvre  |
|     | Anatra                                                                                              | Codice Vallardi | 2462          | 1433-1436 circa | penna, acquerello e biacca                        | carta                           | 17      | 22,2    | Parigi      | Cabinet des Dessins - Louvre  |
|     | Arzavola                                                                                            | Codice Vallardi | 2465          | 1433-1436 circa | penna, matita e acquerello                        | carta                           | 14      | 21,4    | Parigi      | Cabinet des Dessins - Louvre  |
|     | Cervo accovacciato da tergo                                                                         | Codice Vallardi | 2489          | 1433-1436 circa | penna a inchiostro                                | carta                           | 27,8    | 20,2    | Parigi      | Cabinet des Dessins - Louvre  |
|     | Tre teste di cervi                                                                                  | Codice Vallardi | 2490          | 1433-1436 circa | penna e matita                                    | carta                           | 15,8    | 20,8    | Parigi      | Cabinet des Dessins - Louvre  |
|     | Testa di cane (r) Levriero (v)                                                                      | Codice Vallardi | 2429          | 1433-1436 circa | matita                                            | carta                           | 18,3    | 21,9    | Parigi      | Cabinet des Dessins - Louvre  |
|     | Tra dame                                                                                            |                 | 141 r         | 1433-1438 circa | penna punta d'argento a acquerello                | pergamena                       | 26,2    | 18      | Bayonne     | Musée Bonnat                  |
|     | Cavaliere e dama                                                                                    |                 | 3 r           | 1433-1438 circa | penna punta d'argento a acquerello                | pergamena                       | 27,2    | 19,3    | Chantilly   | Museo Condé                   |
|     | Uomo con le mani legate di schiena                                                                  |                 | 722           | 1433-1438 circa | penna e punta di metallo                          | carta                           | 26,7    | 18,5    | Edimburgo   | National Gallery of Scotland  |
|     | Sei impiccati, dama in profilo, bambino di fronte                                                   |                 | 1859.9.15.441 | 1433-1438 circa | penna e matita                                    | carta                           | 28,3    | 19,3    | Londra      | British Museum                |
|     | Testa d'uomo di profilo,                                                                            |                 | 1302 r        | 1433-1438 circa | inchiostro a penna                                | carta tinta di rosso            | 12,5    | 14,3    | Modena      | Galleria Estense              |
|     | Due impiccati, gambe                                                                                |                 | 36-2          | 1433-1438 circa | inchiostro a penna                                | carta                           | 26,2    | 18      | New York    | Frick Collection              |
|     | Dama, cavaliere, testa di donna                                                                     |                 |               | 1433-1438 circa | penna punta d'argento a acquerello                | pergamena                       | 18,3    | 24      | Oxford      | Ashmolean Museum              |
|     | Donna a una balaustra, mantello con pelliccia (r) Gamba (v)                                         | Codice Vallardi | 2275          | 1433-1438 circa | penna e tracce di matita                          | carta grigia                    | 24,7    | 17,4    | Parigi      | Cabinet des Dessins - Louvre  |
|     | Motivi architettonici, testa di leone (r) Due gambe (v)                                             | Codice Vallardi | 2290          | 1433-1438 circa | penna a inchiostro                                | carta                           | 29,3    | 20,2    | Parigi      | Cabinet des Dessins - Louvre  |
|     | Cinque teste d'uomo                                                                                 | Codice Vallardi | 2325          | 1433-1438 circa | penna d'argento e punta di metallo                | pergamena                       | 17,5    | 23      | Parigi      | Cabinet des Dessins - Louvre  |
|     | Mulo bardato                                                                                        | Codice Vallardi | 2380          | 1433-1438 circa | penna e tracce di matita                          | carta                           | 18,8    | 24,9    | Parigi      | Cabinet des Dessins - Louvre  |
|     | Due teste d'uomo, due teste di bambino, due figure di donna                                         | Codice Vallardi | 2326          | 1433-1438 circa | punta d'argento                                   | pergamena                       | 18,1    | 23,6    | Parigi      | Cabinet des Dessins - Louvre  |
|     | Cane da caccia                                                                                      | Codice Vallardi | 2434          | 1433-1438 circa | inchiostro a penna                                | carta                           | 16      | 19,5    | Parigi      | Cabinet des Dessins - Louvre  |
|     | Testa di donna di profilo verso destra(r) e Testa di donna di profilo verso sinistra (v)            | Codice Vallardi | 2342          | 1433-1438 circa | penna e matita                                    | carta                           | 25      | 17,2    | Parigi      | Cabinet des Dessins - Louvre  |
|     | Tre studi di morso di cavallo                                                                       | Codice Vallardi | 2352          | 1433-1438 circa | penna e matita                                    | carta                           | 17,2    | 23,8    | Parigi      | Cabinet des Dessins - Louvre  |
|     | Due musi e testa di cavallo                                                                         | Codice Vallardi | 2354          | 1433-1438 circa | penna e matita                                    | carta                           | 29,1    | 18,5    | Parigi      | Cabinet des Dessins - Louvre  |
|     | Muso di cavallo                                                                                     | Codice Vallardi | 2355          | 1433-1438 circa | penna e matita                                    | carta                           | 23,5    | 16      | Parigi      | Cabinet des Dessins - Louvre  |
|     | Testa di cavallo                                                                                    | Codice Vallardi | 2358          | 1433-1438 circa | penna e matita                                    | carta                           | 22,5    | 17,9    | Parigi      | Cabinet des Dessins - Louvre  |
|     | Testa di cavallo                                                                                    | Codice Vallardi | 2360          | 1433-1438 circa | penna e matita                                    | carta                           | 26,9    | 16,8    | Parigi      | Cabinet des Dessins - Louvre  |
|     | Testa di cavallo                                                                                    | Codice Vallardi | 2362          | 1433-1438 circa | penna e matita                                    | carta                           | 21      | 16      | Parigi      | Cabinet des Dessins - Louvre  |
|     | Cavallo da tergo in tre quarti                                                                      | Codice Vallardi | 2378          | 1433-1438 circa | penna e matita                                    | carta                           | 20      | 16,5    | Parigi      | Cabinet des Dessins - Louvre  |
|     | Ramarro ferito                                                                                      | Codice Vallardi | 2382          | 1433-1438 circa | punta d'argento                                   | carta                           | 12      | 15,2    | Parigi      | Cabinet des Dessins - Louvre  |
|     | Testa di cavallo con le narici spaccate                                                             | Codice Vallardi | 2405          | 1433-1438 circa | penna e matita                                    | carta                           | 11,2    | 10      | Parigi      | Cabinet des Dessins - Louvre  |
|     | Lumache, capa, testuggini                                                                           | Codice Vallardi | 2412          | 1433-1438 circa | punta d'argento, penna e punta di metallo         | pergamena                       | 16,2    | 26      | Parigi      | Cabinet des Dessins - Louvre  |
|     | Cavallo da tergo                                                                                    | Codice Vallardi | 2444          | 1433-1438 circa | penna e matita                                    | carta                           | 19,2    | 11,8    | Parigi      | Cabinet des Dessins - Louvre  |
|     | Due cavalli                                                                                         | Codice Vallardi | 2468          | 1433-1438 circa | penna e matita                                    | carta                           | 20      | 16,5    | Parigi      | Cabinet des Dessins - Louvre  |
|     | Quattro aironi                                                                                      | Codice Vallardi | 2469          | 1433-1438 circa | inchiostro a penna                                | carta                           | 17      | 24,6    | Parigi      | Cabinet des Dessins - Louvre  |
|     | Testa d'uomo con pizzetto                                                                           | Codice Vallardi | 2621          | 1433-1438 circa | penna e matita                                    | carta tinta di rosa             | 28,1    | 20,1    | Parigi      | Cabinet des Dessins - Louvre  |
|     | Cinque piedi (r) Testa d'uomo con pizzetto (v)                                                      | Codice Vallardi | 2281          | 1433-1438 circa | matita                                            | carta tinta di rosa             | 19,8    | 16,8    | Parigi      | Cabinet des Dessins - Louvre  |
|     | Testa d'uomo con barba                                                                              | Codice Vallardi | 2315 v        | 1433-1438 circa | penna e matita                                    | carta tinta di rosa             | 22      | 19,5    | Parigi      | Cabinet des Dessins - Louvre  |
|     | Testa di donna di profilo verso destra                                                              | Codice Vallardi | 2343 r        | 1433-1438 circa | penna e matita                                    | carta tinta di rosso            | 24,5    | 18,2    | Parigi      | Cabinet des Dessins - Louvre  |
|     | Due figure di donna, due putti, evangelista (r) Tre figure di donna, due putti, evangelista (v)     |                 | Rotschild r   | 1433-1438 circa | penna punta d'argento a acquerello                | pergamena                       | 21,7    | 14,8    | Parigi      | Cabinet des Dessins - Louvre  |
|     | Cavaliere e altre figure, fodero di sciabola (r) Due turcassi (v)                                   |                 |               | 1438 circa      | penna a inchiostro                                | carta                           | 18,5    | 26,4    | Chicago     | Art Institute                 |
|     | Lettera arabe, figure di orientali, testa di cavallo, cavaliere (r) Figura e teste di orientali (v) |                 | M.I.1062      | 1438 circa      | penna a inchiostro                                | carta                           | 19,9    | 29      | Parigi      | Cabinet des Dessins - Louvre  |
|     | Profilo di Filippo Maria Visconti                                                                   | Codice Vallardi | 2483          | 1440 circa      | matita                                            | carta                           | 28,9    | 19,6    | Parigi      | Cabinet des Dessins - Louvre  |
|     | Armi da fuoco, tre elmi (r) Armi da fuoco (v)                                                       | Codice Vallardi | 2295          | 1440-1450 circa | penna e tracce di matita                          | carta                           | 28      | 20,7    | Parigi      | Cabinet des Dessins - Louvre  |
|     | Sposalizio della Vergine (?), due teste d'uomo, testa trifronte                                     | Codice Vallardi | 2300          | 1440-1450 circa | matita                                            | carta grigia tinta di rosa      | 27,2    | 20,5    | Parigi      | Cabinet des Dessins - Louvre  |
|     | Testa di donna con casco                                                                            | Codice Vallardi | 2301          | 1440-1450 circa | punta d'argento                                   | pergamena                       | 11,5    | 9,3     | Parigi      | Cabinet des Dessins - Louvre  |
|     | Testa di vescovo                                                                                    | Codice Vallardi | 2308          | 1440-1450 circa | punta d'argento                                   | pergamena                       | 10,2    | 8,5     | Parigi      | Cabinet des Dessins - Louvre  |
|     | Testa di vescovo, testa di profilo                                                                  | Codice Vallardi | 2309          | 1440-1450 circa | punta d'argento                                   | pergamena                       | 12,3    | 13,8    | Parigi      | Cabinet des Dessins - Louvre  |
|     | Testa d'uomo calvo                                                                                  | Codice Vallardi | 2310          | 1440-1450 circa | punta d'argento                                   | pergamena                       | 14,9    | 13,5    | Parigi      | Cabinet des Dessins - Louvre  |
|     | Teste di uomini in profilo                                                                          | Codice Vallardi | 2313          | 1440-1450 circa | punta d'argento                                   | pergamena                       | 13      | 9,5     | Parigi      | Cabinet des Dessins - Louvre  |
|     | Quattro medaglie (r) Sei medaglie (v)                                                               | Codice Vallardi | 2318          | 1440-1450 circa | penna a inchiostro                                | carta                           | 8       | 19      | Parigi      | Cabinet des Dessins - Louvre  |
|     | Testa d'uomo di tre quarti                                                                          | Codice Vallardi | 2330          | 1440-1450 circa | matita                                            | carta                           | 20,8    | 18,4    | Parigi      | Cabinet des Dessins - Louvre  |
|     | Motivo ornamentale a racemi                                                                         | Codice Vallardi | 2533          | 1440-1450 circa | penna, matita e bistro                            | carta                           | 22      | 14,4    | Parigi      | Cabinet des Dessins - Louvre  |
|     | Motivo ornamentale                                                                                  | Codice Vallardi | 2539          | 1440-1450 circa | penna, bistro e tracce di matita                  | carta                           | 19,2    | 24,6    | Parigi      | Cabinet des Dessins - Louvre  |
|     | Motivo ornamentale                                                                                  | Codice Vallardi | 2540          | 1440-1450 circa | penna, bistro e tracce di matita                  | carta                           | 19,7    | 23,7    | Parigi      | Cabinet des Dessins - Louvre  |
|     | Motivo ornamentale (r) Fiore di cardo (v)                                                           | Codice Vallardi | 2538 v        | 1440-1450 circa | penna, bistro e tracce di matita                  | carta                           | 21,5    | 28,5    | Parigi      | Cabinet des Dessins - Louvre  |
|     | Paesaggio collinoso con costruzioni gotiche                                                         | Codice Vallardi | 2280          | 1441 circa      | penna a inchiostro                                | carta                           | 19,5    | 29      | Parigi      | Cabinet des Dessins - Louvre  |
|     | Testa d'uomo di profilo                                                                             | Codice Vallardi | 2314          | 1441-1444 circa | punta d'argento                                   | pergamena                       | 13      | 9       | Parigi      | Cabinet des Dessins - Louvre  |
|     | Figure maschili, drago, soldato assopito                                                            |                 | 5 r           | 1445 circa      | penna e punta d'argento                           | pergamena                       | 27,6    | 19,5    | Milano      | Biblioteca Ambrosiana         |
|     | Madonna col Bambino e i simboli degli evangelisti                                                   | Codice Vallardi | 2631 r        | 1445 circa      | penna a inchiostro                                | carta                           | 25,3    | 18,4    | Parigi      | Cabinet des Dessins - Louvre  |
|     | Motivi architettonici, testa d'uomo in profilo (r) Motivi architettonici (v)                        | Codice Vallardi | 2276          | 1446-1447 circa | penna a inchiostro                                | carta                           | 20,8    | 14,3    | Parigi      | Cabinet des Dessins - Louvre  |
|     | Gamba, medaglia, paggio, cane, ornamenti                                                            | Codice Vallardi | 2277          | 1446-1447 circa | penna a inchiostro                                | carta                           | 27,7    | 19,7    | Parigi      | Cabinet des Dessins - Louvre  |
|     | Madonna col Bambino, due paggi, stemma e ornamenti                                                  | Codice Vallardi | 2278          | 1446-1447 circa | penna e tracce di matita nera                     | carta                           | 27,7    | 20      | Parigi      | Cabinet des Dessins - Louvre  |
|     | Figure e animali in un paesaggio montuoso                                                           | Codice Vallardi | 2594 r        | 1446-1447 circa | penna a inchiostro                                | carta tinta di rosso            | 24,2    | 17,9    | Parigi      | Cabinet des Dessins - Louvre  |
|     | Cavalieri in un paesaggio montuoso                                                                  | Codice Vallardi | 2595 v        | 1446-1447 circa | penna e tracce di matita                          | carta tinta di rosso            | 25,6    | 19      | Parigi      | Cabinet des Dessins - Louvre  |
|     | Mura con merli ghibellini, due teste d'uomo in profilo, "Diva Faustina"                             |                 | 519 r         | 1446-1447 circa | penna a inchiostro                                | carta tinta di rosso            | 24,3    | 18      | Parigi      | Cabinet des Dessins - Louvre  |
|     | Otto medaglie                                                                                       | Codice Vallardi | 2317          | 1449 circa      | penna e bistro                                    | pergamena                       | 10      | 15,2    | Parigi      | Cabinet des Dessins - Louvre  |
|     | Cavaliere entro una medaglia                                                                        | Codice Vallardi | 2486          | 1449 circa      | penna a inchiostro                                | carta                           | 16,5    | 14,2    | Parigi      | Cabinet des Dessins - Louvre  |
|     | Studio di medaglia e busto di Alfonso V d'Aragona (r) Motivo ornamentale (v)                        | Codice Vallardi | 2306          | 1449 circa      | penna a inchiostro                                | carta                           | 14,8    | 20,5    | Parigi      | Cabinet des Dessins - Louvre  |
|     | Ritratto di Alfonso V d'Aragona di profilo                                                          | Codice Vallardi | 2481 r        | 1449 circa      | penna e tracce di matita nera                     | carta                           | 28      | 21,2    | Parigi      | Cabinet des Dessins - Louvre  |

## Note

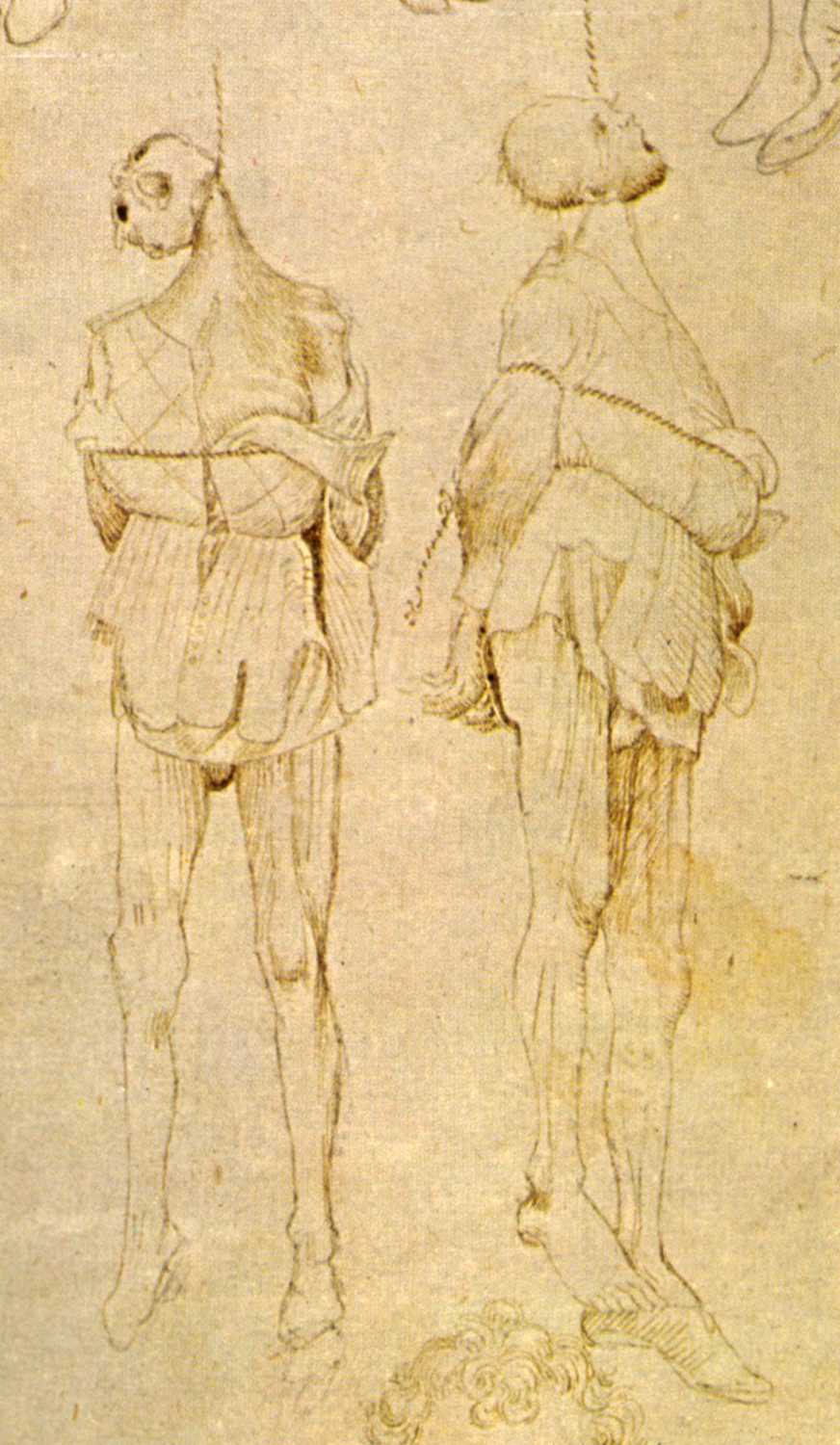
Impiccati (British Museum 1859.9.15.441)